# Canada's Next Top Model (mùa 2)
Canada's Next Top Model, Mùa thi 2 lên sóng từ ngày 30 tháng 5 năm 2007. Jay Manuel là khách mời đặc biệt ở mùa thi đầu, tái ngộ khán giả trong vai trò mới thay thế người dẫn chương trình Tricia Helfer. Thành phần hội đồng giám khảo có sự thay đổi, gồm các nhân vật có tiếng trong làng giải trí như: Jeanne Beker, Paul Alexander, và siêu mẫu Yasmin Warsame. Đây là mùa thi cùng kết thúc ngày 18 tháng 7 năm 2007 được phát trên kênh CityTV, trước khi bản quyền chương trình do CTV quản lý.
Sau khi đánh bại Sinead Brady, Rebecca Hardy đã giành chiến thắng và trở thành Canada's Next Top Model mùa thứ hai. Cô giành được: 1 hợp đồng với công ty quản lý người mẫu Sutherland Models, lên ảnh bìa tạp chí Fashion và 1 hợp đồng quảng cáo với Procter & Gamble trị giá $100,000.

## Thông tin chung
Đây là một mùa thi trong chuỗi chương trình truyền hình thực tế do Canada sản xuất, dựa trên bản quyền của America's Next Top Model công chiếu lúc 8:00 tối thứ tư, 30 tháng 05 trên kênh CityTV.
Jay Manuel, một nhân vật quen thuộc trong chương trình America's Next Top Model, Style Her Famous, Fashion Police nhận nhiệm vụ dẫn chương trình và là giám khảo trụ cột từ mùa thi này. Các thí sinh sẽ chung sống với nhau tại Toronto và chứng tỏ cho ban giám khảo thấy vẻ đẹp bên trong lẫn bên ngoài của mình. Người chiến thắng có cơ hội tiến sâu trong lãnh vực thời trang, giành các hợp đồng quảng bá sản phẩm, chụp ảnh bìa và diễn trên sàn thời trang.

## Các thí sinh

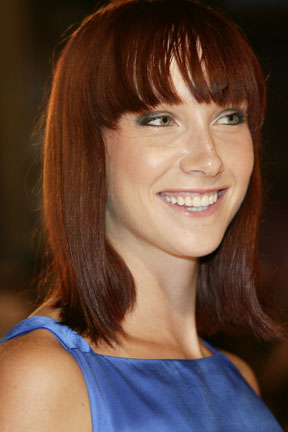
Rebecca Hardy (Quán quân mùa thứ hai của Canada's Next Top Model)

(Tuổi tính từ ngày dự thi)
| Thí sinh            | Tuổi | Chiều cao               | Quê quán  | Bị loại ở | Hạng |
| ------------------- | ---- | ----------------------- | --------- | --------- | ---- |
| Mika Emmérson       | 25   | 1,74 m (5 ft 8+1⁄2 in)  | Toronto   | Tập 1     | 10   |
| Jacqueline Blackman | 20   | 1,72 m (5 ft 7+1⁄2 in)  | Vancouver | Tập 2     | 9    |
| Steff Groulx        | 18   | 1,79 m (5 ft 10+1⁄2 in) | Cornwall  | Tập 3     | 8    |
| Gina Guimont        | 23   | 1,78 m (5 ft 10 in)     | Calgary   | Tập 4     | 7    |
| Mo Ninalowo         | 20   | 1,70 m (5 ft 7 in)      | Toronto   | Tập 5     | 6    |
| Cori MacKinnon      | 18   | 1,74 m (5 ft 8+1⁄2 in)  | Val Caron | Tập 7     | 5    |
| Tia Ayrton-Hill     | 19   | 1,78 m (5 ft 10 in)     | Montreal  | Tập 8     | 4–3  |
| Tara Winspur        | 19   | 1,83 m (6 ft 0 in)      | Calgary   | Tập 8     | 4–3  |
| Sinead Brady        | 18   | 1,74 m (5 ft 8+1⁄2 in)  | Chatham   | Tập 8     | 2    |
| Rebecca Hardy       | 21   | 1,80 m (5 ft 11 in)     | Mannheim  | Tập 8     | 1    |

## Các tập

### Tập 1: The First Cut Is The Deepest!
Lên sóng: 30 tháng 5 năm 2007
20 thí sinh bán kết được đưa đến Toronto để bắt đầu cuộc thi. Họ đã có một buổi phỏng vấn với Jay, giám khảo Nolé và cố vấn của họ, Stacey McKenzie. Kết quả là 10 cô gái đã được chọn và sẽ bước vào cuộc thi. Sau đó, họ được di chuyển tới ngôi nhà chung của họ.
Ngày hôm sau, họ có buổi chụp hình đầu tiên với người mẫu nam, trong khi họ sẽ bị khoả thân. Vào buổi đánh giá ngày tiếp theo, Cori được gọi tên đầu tiên còn Mika là thí sinh đầu tiên bị loại.
- Nhiếp ảnh gia: Paul Alexander

### Tập 2: Tantrums, Tresses And Tears!
Lên sóng: 6 tháng 6 năm 2007
9 cô gái còn lại được đưa tới tiệm salon Capucci để nhận diện mạo mới và sau khi tất cả đã thay đổi diện mạo, Sinead được nhận một buổi mua sắm trị giá 5000$ từ Visa vì là người có phần thể hiện tốt nhất trong buổi chụp hình với diện mạo mới.
Ngày hôm sau, họ đã có buổi chụp hình chân dung cùng với những động vật biển trên mặt. Vào buổi đánh giá ngày tiếp theo, các cô gái được mặc một chiếc váy đen và Jay đã đưa ra thử thách là phải trang trí thêm các phụ kiện phù hợp trên chiếc váy đen mà họ đang mặc. Kết quả là Sinead được gọi tên đầu tiên còn Jacqueline là thí sinh tiếp theo bị loại.
- Nhiếp ảnh gia: Dan Lim
- Khách mời đặc biệt: Gino Garcia, Gisela Castillo, John van der Schilden

### Tập 3: Skating On Thin Ice...
Lên sóng: 13 tháng 6 năm 2007
8 cô gái còn lại được đưa tới một sân băng cho một buổi tập luyện catwalk và tạo dáng từ J. Alexander, trước khi họ được đưa tới tòa nhà CHUM-City cho thử thách trình diễn thời trang với những đạo cụ kì lạ dưới sự quan sát của khán giả trong chương trình Much On Demand, Tara chiến thắng thử thách và giành được một chiếc đồng hồ kim cương.
Ngày hôm sau, họ đã có một buổi quay quảng cáo cho dao cạo lông Venus Breeze. Vào buổi đánh giá ngày tiếp theo với sự xuất hiện của giám khảo khách mời là J. Alexander, các cô gái đã được kiểm tra catwalk của mình trong chiếc váy bó sát. Kết quả là Tara được gọi tên đầu tiên còn Steff là thí sinh tiếp theo bị loại.
- Khách mời đặc biệt: J. Alexander

### Tập 4: Getting Carried Away
Lên sóng: 19 tháng 6 năm 2007
7 cô gái còn lại được đưa tới tòa nhà CHUM-City cho một buổi tập luyện kĩ năng giao tiếp khi phỏng vấn cùng với ban giám khảo Jeanne Beker. Sau đó, họ được gặp người dẫn chương trình Dina Pugliese tại trường quay của chương trình Star! Daily cho thử thách phỏng vấn với diễn viên Adamo Ruggiero, Sinead chiến thắng thử thách và sẽ được làm phóng viên cho kênh Fashion Television tại Toronto Fashion Week và đồng thời cũng sẽ nhận được 1 chiếc TV LG 37".
Ngày hôm sau, họ đã có buổi chụp hình tiếp theo hóa thân thành cô gái sang trọng, trong khi họ sẽ tạo dáng cùng với chiếc trực thăng trị giá $2.000.000 và chiếc xe Cadillac CTS 2008. Quay về ngôi nhà chung, họ đã có một bữa tiệc với cả đội khúc côn cầu mà họ được gặp từ tuần trước tại sân băng. Vào buổi đánh giá ngày tiếp theo với sự xuất hiện của giám khảo khách mời là Dina Pugliese, Mo được gọi tên đầu tiên còn Gina là thí sinh tiếp theo bị loại.
- Nhiếp ảnh gia: Mike Rosenthal
- Khách mời đặc biệt: Dina Pugliese, Adamo Ruggiero, Glen Baxter, Joyce Gunhouse, Judy Comish

### Tập 5: Jumping Off The Deep End
Lên sóng: 26 tháng 6 năm 2007
6 cô gái còn lại đã buộc phải dọn vào phòng ngủ lớn sau khi quay về ngôi nhà chung, Ngày hôm sau, họ được đưa tới The Yorkville Gym cho một buổi rèn luyện cơ thể cùng với cố vấn Stacey và huấn luyện viên Chris Csak. Sau đó, từng người một đã có một cuộc trò chuyện riêng với Jay. Các cô gái sau đó được đưa tới Flirty Girl Fitness & Studio cho một buổi học múa cột cùng với huấn luyện viên Krista Knee, trước khi có thử thách múa cột theo nhạc, Cori chiến thắng thử thách và cô chọn Tia & Rebecca để nhận phần thưởng là 1 buổi thư giãn ở spa.
Ngày tiếp theo, họ có buổi chụp hình tiếp theo theo phong cách tương lai, trong khi họ sẽ nhảy trên bạt lò xo và Cori sẽ có thêm vài lần bấm máy và sẽ được xem hình của mình vì giành chiến thắng thử thách ngày hôm qua. Ngày hôm sau, họ đã có một buổi học chăm sóc tóc từ nhà tạo mẫu Justin Germain. Vào buổi đánh giá ngày tiếp theo với sự xuất hiện của giám khảo khách mời là John van der Schilden, Cori được gọi tên đầu tiên còn Mo là thí sinh tiếp theo bị loại.
- Nhiếp ảnh gia: John van der Schilden
- Khách mời đặc biệt: Chris Csak, Krista Knee, Justin Germain

### Tập 6: Some Girls Have All The Luck
Lên sóng: 4 tháng 7 năm 2007
5 cô gái còn lại được đưa tới quản lí người mẫu Sutherland Models cho thử thách casting tại 6 nơi: R.U. Studio, Doll Factory by Damzels, Anne Hung Boutique, Fade To Black Casting, trang sức Mamone & Partners và tạp chí Fashion, Cori chiến thắng thử thách và giành được một chiếc nhẫn kim cương trị giá $5000.
Ngày hôm sau, họ đã được đánh thức dậy sớm cho buổi chụp hình tiếp theo cho điện thoại LG Chocolate, trong khi họ sẽ tạo dáng trong đồ lót và cùng với một chú chó. Sau đó, họ đã có một bữa tối với Nigel tại một nhà hàng Ấn Độ. Vào buổi đánh giá ngày tiếp theo với sự xuất hiện của giám khảo khách mời là Nigel Barker, Rebecca được gọi tên đầu tiên còn Tara và Tia rơi vào cuối bảng, nhưng sau đó thì Jay giơ ra 2 tấm ảnh, đồng nghĩa với việc là cả 2 đều không bị loại.
- Nhiếp ảnh gia: Nigel Barker
- Khách mời đặc biệt: Carole Reynolds, Rosemarie Umetsu, Kelly Freeman, Rory Lindo, Anne Hung, Asha Hodura, Miguel Jacob

### Tập 7: Sweet Child O' Mine
Lên sóng: 11 tháng 7 năm 2007
5 cô gái còn lại đã có một buổi học thể hiện sự tự tin qua đôi mắt của mình từ cựu siêu mẫu Yanka Van der Kolk, trước khi họ được đưa đến cửa hàng thời trang FCUK cho thử thách hóa thân thành manơcanh trước cửa kính trong khi Nolé & Stacey đang bí mật theo dõi họ. kết quả là Rebecca chiến thắng thử thách và giành được một chuyến mua sắm tại FCUK trị giá $2000 trong 30 phút.
Ngày hôm sau, họ có buổi chụp hình tiếp theo cho ảnh bìa cho tạp chí Fashion. Quay về ngôi nhà chung, Rebecca nhận được một bất ngờ khi bạn trai cô đến thăm cô. Vào buổi đánh giá ngày tiếp theo, Sinead được gọi tên đầu tiên còn Cori là thí sinh tiếp theo bị loại.
- Nhiếp ảnh gia: Miguel Jacob
- Khách mời đặc biệt: Yanka Van der Kolk, Janine Furtado, Susie Sheffman

### Tập 8: Sweet Dreams Are Made Of This
Lên sóng: 18 tháng 7 năm 2007
4 cô gái còn lại đã có buổi chụp hình cuối cùng cho mỹ phẩm Covergirl Trublend. Vào buổi đánh giá ngày hôm sau với sự xuất hiện của giám khảo khách mời là Jim De Yonker, Tia được gọi tên đầu tiên nhưng sau đó thì Jay đã thông báo rằng là cô đã bị loại và tiếp đó, Tara là thí sinh tiếp theo bị loại.
Ngày tiếp theo, Rebecca và Sinead được đưa tới khách sạn One King Street West cho buổi trình diễn thời trang cuối cùng cho nhà thiết kế Lucian Matis. Vào buổi đánh giá cuối cùng, Rebecca đã trở thành quán quân thứ hai của Canada's Next Top Model.
- Nhiếp ảnh gia: Jim De Yonker
- Khách mời đặc biệt: Julie Marchant-Houle, Lucian Matis

## Thứ tự gọi tên
| 1  | Tara       | Cori       | Sinead     | Tara    | Mo      | Cori    | Rebecca  | Sinead  | Sinead  | Rebecca |
| 2  | Steff      | Tara       | Rebecca    | Cori    | Rebecca | Rebecca | Sinead   | Tia     | Rebecca | Sinead  |
| 3  | Jacqueline | Rebecca    | Tara       | Sinead  | Tara    | Tia     | Cori     | Rebecca | Tara    |         |
| 4  | Mo         | Jacqueline | Cori       | Rebecca | Sinead  | Sinead  | Tara Tia | Tara    | Tia     |         |
| 5  | Cori       | Tia        | Tia        | Mo      | Tia     | Tara    | Tara Tia | Cori    |         |         |
| 6  | Gina       | Sinead     | Mo         | Tia     | Cori    | Mo      |          |         |         |         |
| 7  | Rebecca    | Mo         | Gina       | Gina    | Gina    |         |          |         |         |         |
| 8  | Tia        | Gina       | Steff      | Steff   |         |         |          |         |         |         |
| 9  | Sinead     | Steff      | Jacqueline |         |         |         |          |         |         |         |
| 10 | Mika       | Mika       |            |         |         |         |          |         |         |         |

     Thí sinh bị loại
     Thí sinh chiến thắng chung cuộc
     Hai thí sinh không bị loại
- Trong tập 1, 20 thí sinh bán kết được giảm xuống còn 10 thí sinh được bước vào vòng thi chính thức.
- Ở tập 6, không có thí sinh bị loại.
- Ở tập 8, Tia được gọi đầu tiên, nhưng được thông báo là bị loại.

### Buổi chụp ảnh
- Tập 1: Khoả thân với người mẫu nam
- Tập 2: Ảnh chân dung vẻ đẹp với động vật biển
- Tập 3: Quảng cáo cho dao cạo Venus Breeze
- Tập 4: Sang trọng với xe và trực thăng
- Tập 5: Thời trang tương lai trên bạt lò xo
- Tập 6: Tạo dáng trong đồ lót cùng với chó cho LG Chocolate
- Tập 7: Ảnh bìa tạp chí Fashion
- Tập 8: Ảnh quảng cáo cho CoverGirl TruBlend

### Thay đổi vẻ ngoài
- Cori: Highlight vàng kiểu Gisele Bündchen
- Gina: Cắt đều tới vai và nhuộm nâu tối
- Jacqueline: Nhuộm vàng theo kiểu Rachel Hunter
- Mo: Cắt ngắn hơn và nhuộm màu nâu sôcôla
- Rebecca: Tóc bob đều tới cằm, nhuộm đỏ và thêm mái ngố
- Sinead: Tóc tém kiểu Natalie Portman
- Steff: Cắt ngắn hơn ở phía sau và nhuộm vàng bạch kim
- Tara: Nối tóc dài vẫy sóng
- Tia: Nối tóc màu đỏ đồng